# Malcolm Reed

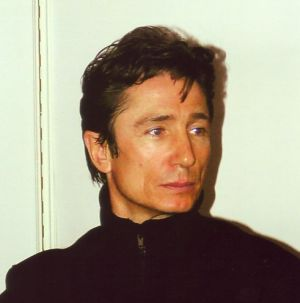
Dominic Keating, el actor que interpreta a Malcolm Reed.

Malcolm Reed es un personaje del universo ficticio Star Trek que sale en la serie Star Trek: Enterprise, es interpretado por Dominic Keating.
Reed es inglés, y es, en momentos diferentes, el oficial táctico y oficial de arsenal a bordo de la nave espacial Enterprise (NX-01). Tiene el rango de teniente.
Los padres de Reed son Stuart y Mary, y tiene una hermana, Madeline, a pesar de ser familia, saben poco de él ya que es muy reservando, incluso con su familia.
El tío de Reed era de la Royal Navy, tenía miedo al agua (concretamente en el pensamiento de morir ahogado) pero aun así se hizo a la mar y dio la vida salvando sus compañeros. Es su héroe y modelo a seguir, no solo por su acto heroico sino porque él también tiene miedo al agua. Es uno de los pocos miembros de su familia que no se unió a la Royal Navy, hecho que lo alejó de su padre y que no se hablen desde hace años.